# Jüdische Gemeinde Rheinbischofsheim
Eine Jüdische Gemeinde in Rheinbischofsheim, einem Stadtteil von Rheinau im Ortenaukreis in Baden-Württemberg, bestand seit dem 17. Jahrhundert.

## Geschichte
Im Jahr 1648 werden erstmals Juden am Ort genannt. Der Grundherr, die Grafen von Hanau-Lichtenberg gestatteten Schutzjuden, sich mit ihren Familien am Ort niederzulassen.
Die jüdische Gemeinde hatte im 19. Jahrhundert eine Synagoge und ein rituelles Bad (Mikwe). Ebenso war ein Religionslehrer angestellt, der auch als Vorbeter und Schochet tätig war. Der Schul- und Wohnraum befand sich im Synagogengebäude. Die jüdische Gemeinde gehörte zum Bezirksrabbinat Bühl. Die im Vergleich zur Gesamteinwohnerzahl große Zahl von jüdischen Handels- und Gewerbetreibenden war für die Entwicklung des Ortes bedeutend.

## Gemeindeentwicklung
| Jahr | Gemeindemitglieder                    |
| ---- | ------------------------------------- |
| 1736 | 4 Familien                            |
| 1790 | 9 Familien                            |
| 1825 | 102 Personen oder 6,8 % der Einwohner |
| 1875 | 155 Personen oder 9,7 % der Einwohner |
| 1895 | 105 Personen oder 7,2 % der Einwohner |
| 1900 | 95 Personen oder 6,7 % der Einwohner  |
| 1910 | 72 Personen oder 5 % der Einwohner    |
| 1924 | 69 Personen oder 5 % der Einwohner    |
| 1933 | 57 Personen                           |

## Friedhof
Auf dem kleinen jüdischen Friedhof wurden nur die Angehörigen der Familie Löw Simson bestattet. Die anderen Toten der jüdischen Gemeinde wurden in Kuppenheim und in Freistett bestattet.
Im Ersten Weltkrieg fielen aus der jüdischen Gemeinde Vizefeldwebel Max Bloch (geb. 22. März 1880 in Rheinbischofsheim, gef. 15. Oktober 1918), Josef Bloch (geb. 2. März 1878 in Rheinbischofsheim, gef. 2. November 1918), Eduard Bloch (geb. 20. April 1884 in Rheinbischofsheim, gef. 18. November 1916) und Feldunterarzt Max Cahnmann (geb. 29. Februar 1892 in Rheinbischofsheim, vor 1914 in Bonn wohnhaft, gef. 9. Dezember 1916). Ihre Namen stehen auf dem Gefallenendenkmal der Gemeinde Rheinbischofsheim. (aus: alemannia judaica)

## Nationalsozialistische Verfolgung
Die meisten jüdischen Bewohner zogen in größere Städte oder wanderten aus, da der wirtschaftliche Boykott und die Repressalien ihnen die Lebensgrundlagen entzogen. Am 17. Juni 1935 wurden die jüdischen Gemeinden Rheinbischofsheim und Freistett zusammengelegt. Beim Novemberpogrom 1938 wurde die Inneneinrichtung der Synagoge zerstört. Die jüdischen Männer wurden über Kehl ins Konzentrationslager Dachau verbracht. Gustav Bloch starb an den Folgen der dort erlittenen Misshandlungen. Am 22. Oktober 1940 wurden im Rahmen der sogenannten Wagner-Bürckel-Aktion die letzten acht jüdischen Einwohner nach Gurs deportiert.
Das Gedenkbuch des Bundesarchivs verzeichnet 18 in Rheinbischofsheim geborene jüdische Bürger, die dem Völkermord des nationalsozialistischen Regimes zum Opfer fielen.

## Synagoge
Um 1815 wurde eine Synagoge in der Oderdorfstraße 3 erbaut. Dort wurden bis zum November 1938 Gottesdienste gefeiert.
Am 10. November 1938 wurde die Inneneinrichtung der Synagoge und der Religionsschule vollkommen zerstört. Die Fenster wurden eingeschlagen, die Bänke, der Kronleuchter und der Toraschrein sowie die rituellen Gegenständen wurden in den Vorhof geworfen und angezündet. 1953 wurde das Gebäude abgebrochen.